# Masateotl Corona
La Masateotl Corona è una struttura geologica della superficie di Venere.